# Пацифізм

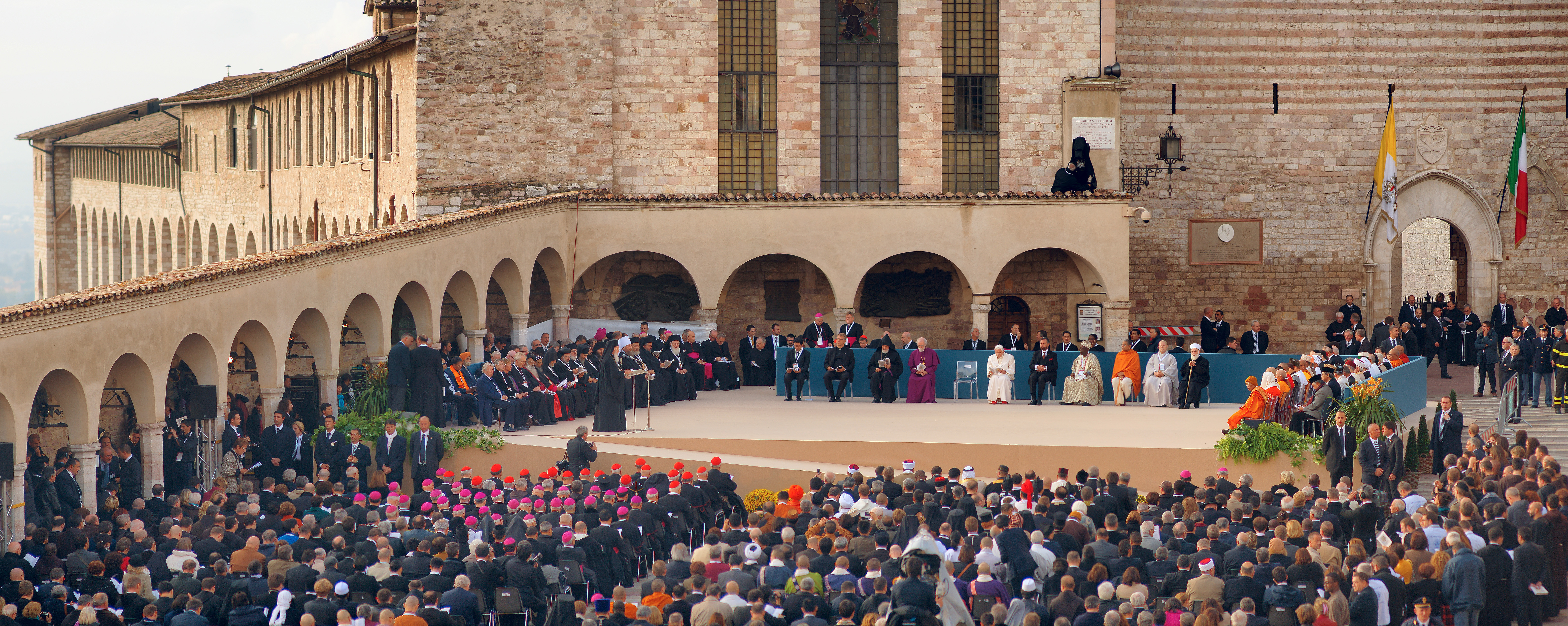
4-й Міжнародний день молитви за мир. Ассізі, Італія, 27 жовтня 2011 року

Пацифі́зм (лат. pacificus — миротворчий, від pax — мир і facio — роблю) — ідеологія осуду будь-якої війни, відмови від неї як інструменту зовнішньої політики. Пацифізм засуджує всіляку війну в будь-якій формі, заперечуючи доцільність будь-яких воєн.
Представники цієї ідеології, які стоять на позиції морального осуду усяких війн і наполягають на необхідності мирного вирішення конфліктів між державами і народами, називаються пацифістами.

## Історія
Вважається, що перші пацифістські організації виникли у Великій Британії та США після наполеонівських війн. До кінця 1880-х — початку 1890-х років пацифістський рух широко розповсюдився у світі. Проводились міжнародні конгреси пацифістів, на яких пропонувалось заборонити війни, здійснити тотальне роззброєння, а суперечки, які виникають між державами, вирішувати в міжнародних третейських судах.
Під час Першої та Другої світових воєн ворогуючі держави активно сприяли функціонуванню рухів, що користувались риторикою пацифістів, з метою внутрішнього ослаблення ворога.
Особливого розповсюдження пацифізм набрав у США в русі хіпі як протест проти війни у В'єтнамі. Наразі отримав там нове дихання у зв'язку з контртерористичною кампанією уряду США.

Виделкоподібний символ прибічників ядерного розброєння став у 1960-х символом пацифістів.

## Пацифізм у світі
Зрозуміло, що язичник грек, римлянин, навіть середньовічний християнин, який не знав Євангелія і сліпо вірував у всі розпорядження церкви, міг воювати і, воюючи, пишатися своїм військовим званням; але як може віруючий християнин або навіть не віруючий, але весь мимоволі пройнятий християнськими ідеалами братерства людей і любові, яким надихнуті твори філософів, моралістів, художників нашого часу, як може така людина взяти рушницю або стати до гармати і цілитись у натовпи ближніх, бажаючи вбити їх якнайбільше?
Середина 20-х років характеризувалася взаємодією двох важливих тенденцій. Перша, за висловлюванням майбутнього президента Чехословаччини Едуарда Бенеша, була пов'язана з турботою про суворе дотримання післявоєнних договорів, в ході виконання яких повинна була зникнути ворожнеча між європейськими народами. Друга тенденція була спрямована до тієї ж мети, але вона визначалася прагненням використовувати принципово інші методи. Прибічники першої — наполягали на повільному розвитку, послідовники другої — хотіли швидко покінчити зі спадщиною війни та забути її. Вони пропонували негайно почати співпрацю між усіма країнами, не розділяючи їх на переможені й такі, що перемогли, і приступити до роззброєння. Перша тенденція асоціювалася з політикою Франції, друга — Великої Британії. У рамках другої тенденції і розвинувся європейський пацифізм.
Пацифізм був закономірною реакцією інтелекту на жахи війни і висловлював бажання уникнути їх повторення. Два важливі постулати пацифістів мали особливо велике значення. Перший — полягав в принциповій відмові від війни як засобу вирішення міжнародних суперечок. Другий — ніс вужчий європейський зміст. Він полягав у визнанні внутрішньої культурної спорідненості усіх народів Європи як передумови для її політичної єдності. Пацифісти вважали, що європейці воюють між собою через те, що погано усвідомлюють свою внутрішню спорідненість. Відповідно, пропонувалося здолати «особість» європейських народів, поставивши загальноєвропейський початок кожного з них над спрямуваннями окремих держав і урядів. У єднанні на такій основі пацифісти хотіли бачити засіб викорінювання воєн.
На тлі європейського пацифізму набули поширення пан'європейські ідеї. Автором одного з найбільш відомих проєктів континентального об'єднання Європи був австрійський граф Р. Куденхове-Калерги, книга якого «Пан-Європа» вийшла у 1923 р. і зіграла помітну роль у формулюванні початкової концепції європейської єдності. Автор виходив з необхідності об'єднати материкову Європу перед лицем СРСР, США і Великої Британії. При цьому Росії відводилася роль моста між Європою і Китаєм, перешкодою для перетворення на який автор рахував її «соціальні експерименти». Куденхове-Каллерги вважав, що європейські країни повинні об'єднатися шляхом створення Сполучених Штатів Європи. Після 1924 р. пан'європейство стає впливовою ліберальною течією. До нього в тій або іншій мірі були причетні видні політики Едуар Ерріо, Леон Блюм, Едуард Даладье, діячі літератури (Поль Валері, Томас і Генріх Манн), славетні вчені (Альберт Ейнштейн, Зигмунд Фрейд). У Радянському Союзі пан'європейство піддавалася різкій критиці.
Домовленості першого п'ятиріччя 20-х років, передусім Локарнські, були вищим політичним досягненням творців Версальського порядку, які уперше показали себе здатними не лише диктувати умови з позиції силового переважання, але і приймати з розрахунок інтереси слабкої сторони, так само як і об'єктивні потреби усього міжнародного співтовариства. Логіка і схема вироблення компромісів на кшталт локарнського могли теоретично стати моделлю для впорядкування міжнародних відносин в усіх частинах світу і Європи. Але насправді цього не відбувалося. Механізм забезпечення стабільності, розроблений стосовно франко-німецьких стосунків фактично набув тільки відносно вузького, субрегіонального значення. Проте, потенціалу «духу Локарно» виявилося досить для істотної стабілізації міжнародних відносин в другій половині 20-х років.
З-поміж сучасних відомих пацифістів у різних сферах — співачка Леді Гага, акторка Сьюзен Сарандон, фінський політик Ілкка Тайпале.

## Вислови про пацифізм
Людвіг фон Мізес, видатний представник Австрійської економічної школи, у своїй роботі «Нація, держава та економіка» окреслив залежність між лібералізмом та пацифізмом:
Будь-який пацифізм, не заснований на ліберальному економічному порядку, побудованому на приватній власності на засоби виробництва, завжди залишається утопічним.